# Börje Tapper
Börje Karl-Anders Tapper (Malmö, 1922. május 19. – Malmö, 1981. április 8.) svéd válogatott labdarúgó, edző.
A svéd válogatott tagjaként részt vett az 1950-es világbajnokságon.

## Sikerei, díjai

### Klub
- Malmö FF
  - Svéd első osztály bajnoka: 1943-44, 1948-49, 1949-50
  - Svéd kupa: 1944, 1946, 1947